# Neodevriesiaceae
Neodevriesiaceae is een familie van schimmels uit de orde Capnodiales. Het typegeslacht is Neodevriesia. De wetenschappelijke naam is gepubliceerd in 2014 door Quaedvlieg en Crous.

## Geslachten
Volgens Index Fungorum bevat de familie de volgende geslachten:
- Neodevriesia